# Stentzlers Hof

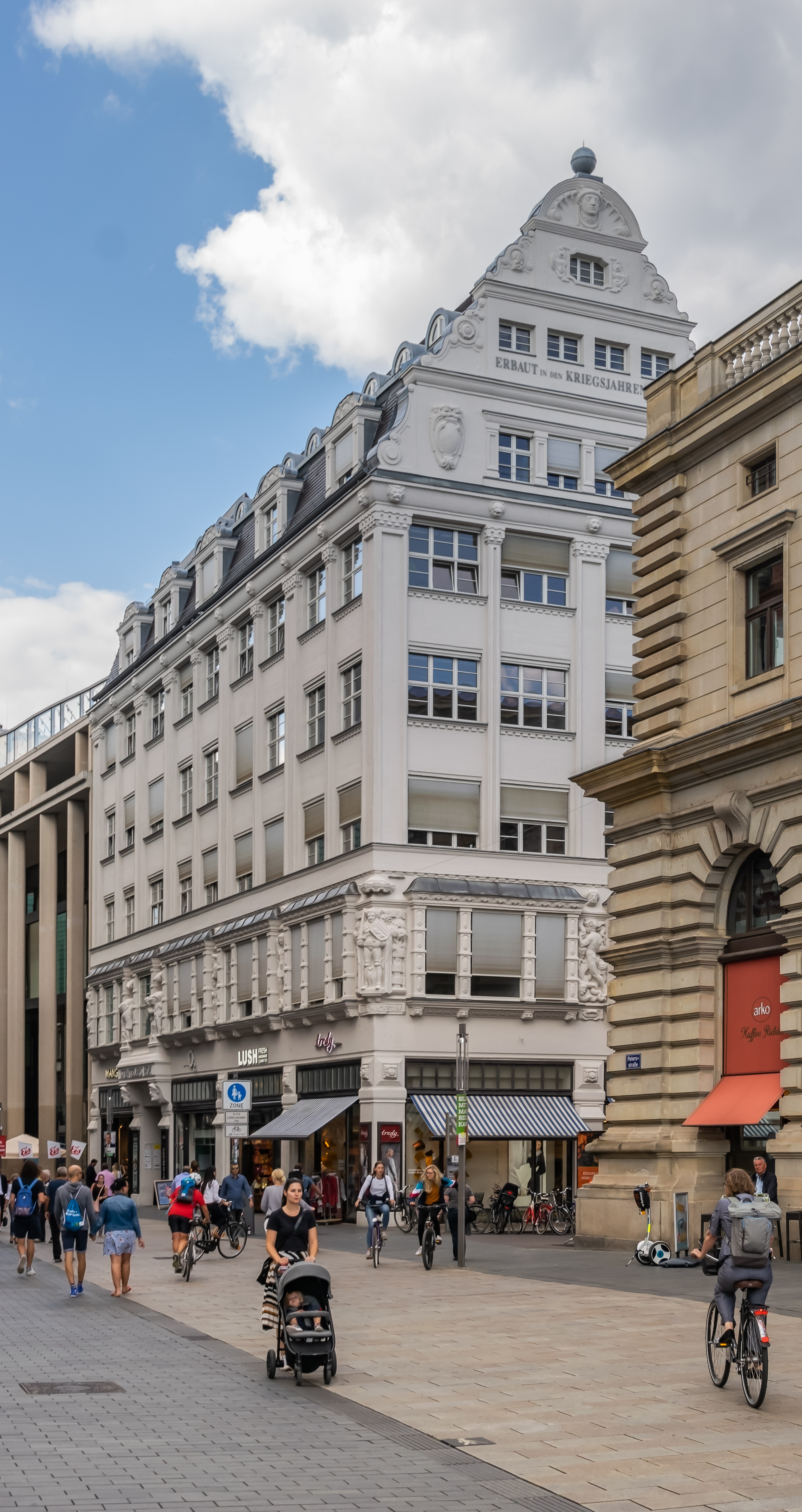
Stentzlers Hof (2019)

Stentzlers Hof ist ein Geschäftshaus in Leipzig. Das ehemalige Messehaus bildet die Ecke Petersstraße / Peterskirchhof. Es steht unter Denkmalschutz.

## Architektur
Stentzlers Hof ist ein in Stahlbetonskelettbauweise als Vierflügelanlage um einen Hof ausgeführter fünfgeschossiger Baukörper mit Zugängen von der Petersstraße und dem Peterskirchhof. Neun Fensterachsen weisen zur Petersstraße, zwölf zum Peterskirchhof. Die dritte bis fünfte Etage der Kalksteinfassade sind durch Lisenen gegliedert. Die Konsolsteine am Hauptgesims stellen Löwenköpfe dar. Die erste Dachetage ist als Galerieetage ausgebaut.
Die Fenster der ersten Oberetage sind erkerartig hervorgehoben und durch allegorischen Figurenschmuck getrennt. An der Ecke befindet sich Leipzigs einzige Rolandfigur mit Schwert und Leipziger Stadtwappen. Die Eule zwischen den Beinen soll wohl auf die Weisheit der Leipziger hinweisen. Darunter steht der Spruch: „Einigkeit macht stark“.
Der vom Beginn der Petersstraße her gut einsehbare Giebel am steilen Satteldach erinnert an die Leipziger Renaissance-Bautradition des 16. Jahrhunderts. Er zeigt die Inschrift: „Erbaut in den Kriegsjahren 1914–16“. Ein zweiter Giebel weiter im Peterskirchhof ist weit einfacher gestaltet.
In dem glasüberdachten, etwa 80 m² großen Innenhof hängt ein über zwei Etagen reichender, mit Butzenscheiben bestückter, hölzerner Kastenerker aus dem 17. Jahrhundert. Er stammt vom Vorgängerbau und zeigt neben floralen Motiven zwei Adler im oberen Brüstungsfeld. Im Hof ist auch ein Hirschrelief angebracht, das Hauszeichen des ehemaligen Nachbarhauses Goldener Hirsch. Die Treppenhauswände tragen Keramikplatten in Schwarz und Gelb mit eingelegten Reliefplatten. Vom Hof führt eine Treppe ins Untergeschoss.

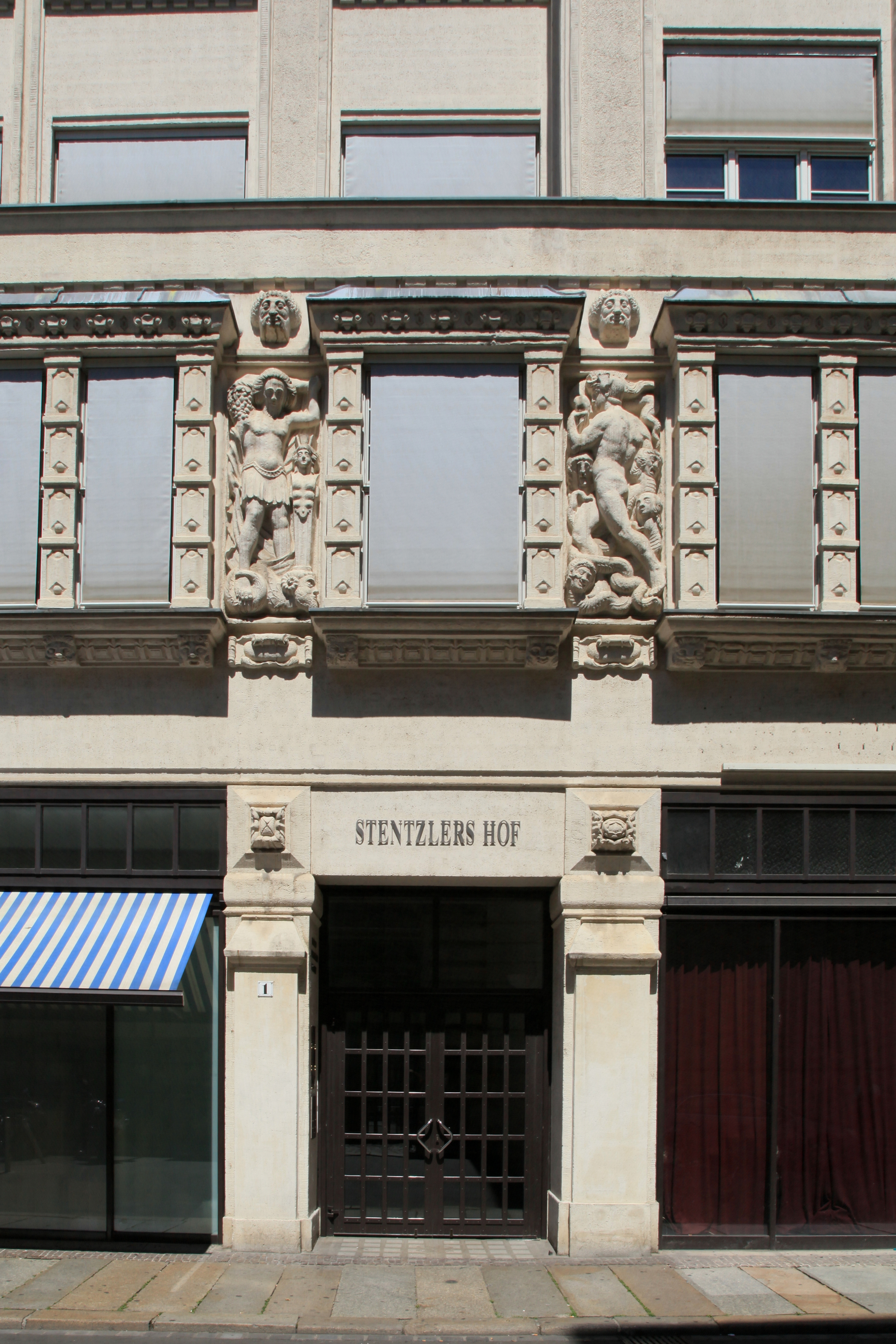
Eingang Peterskirchhof
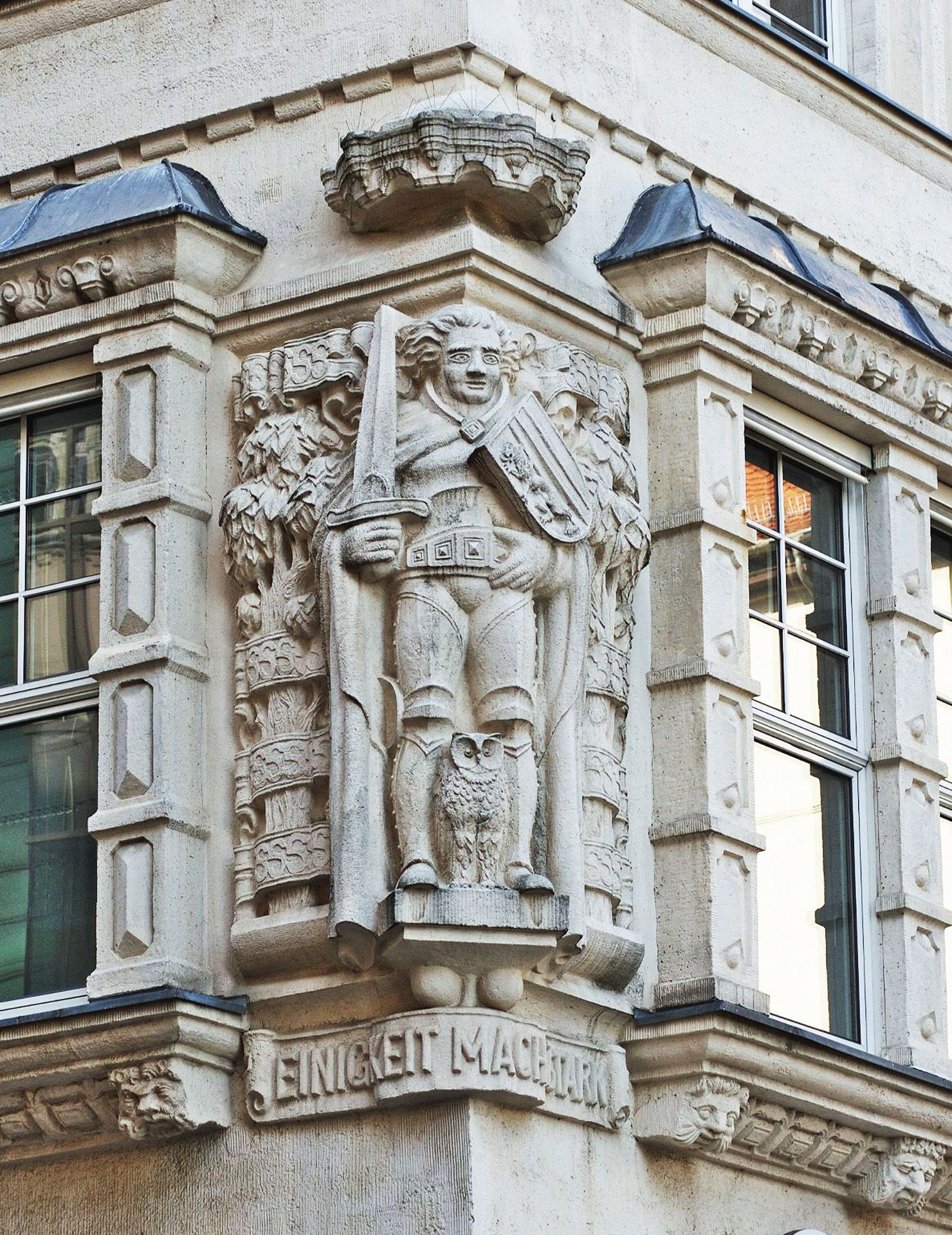
Rolandfigur an der Ecke
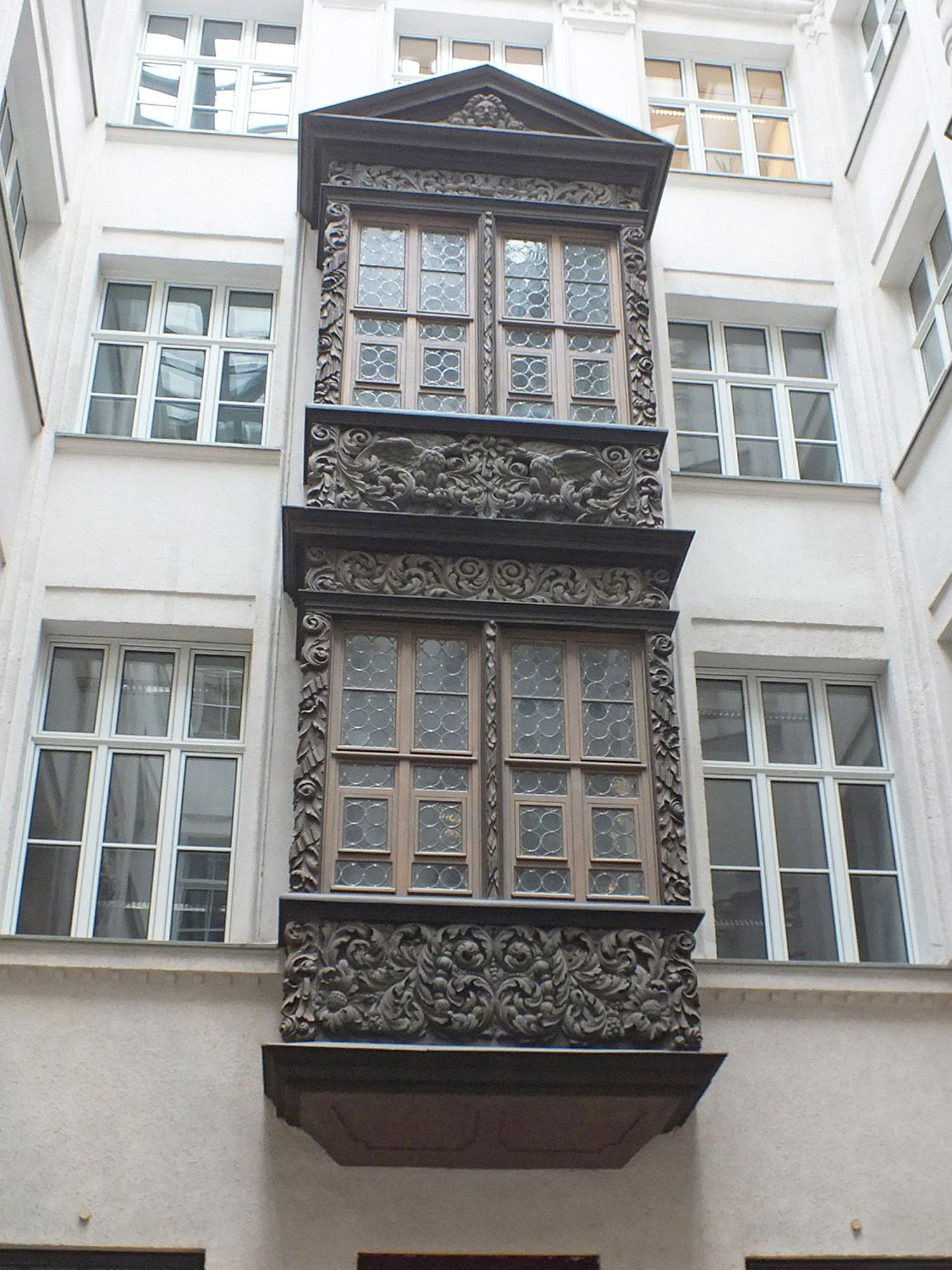
Kastenerker von 1690
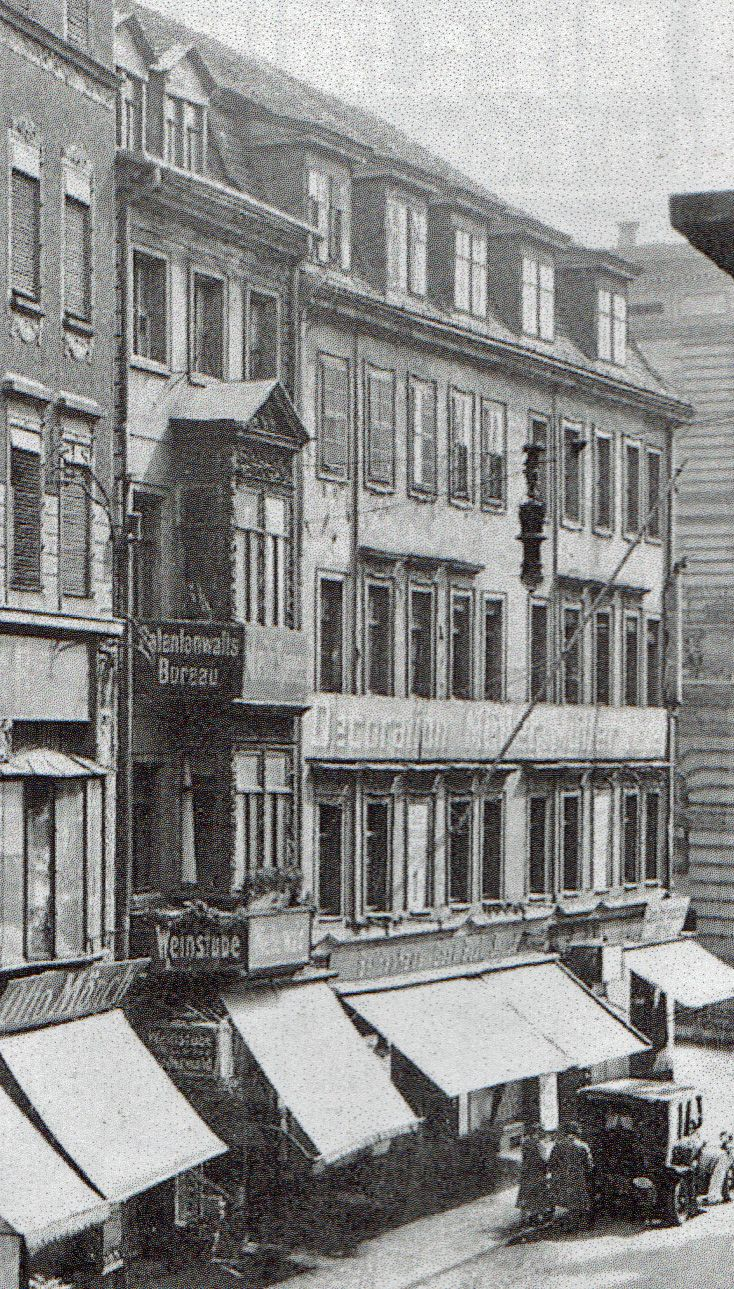
Die Vorgängerbauten (um 1910)

## Geschichte
1914 ließ der Leipziger Architekt Leopold Stentzler die in seinem Besitz befindlichen Häuser Petersstraße 39 und 41 abreißen, um ein Messehaus zu errichten, dessen Bauherr und Architekt er in einem war. Den historischen Holzerker vom Haus Nr. 39 ließ er im Hof seines neuen Hauses anbringen. Der aus Kunststein gefertigte Bauschmuck stammt aus der Werkstatt des Leipziger Bildhauers Bruno Wollstädter. Bereits zur Frühjahrsmesse 1916 zogen die ersten Aussteller ein. Es wurden vor allem Papierwaren ausgestellt. Von Zerstörung im Zweiten Weltkrieg war Stentzlers Hof nur wenig betroffen, sodass der Messebetrieb bald wieder aufgenommen werden konnte. Er endete 1990 mit dem Übergang zu Fachmessen.
Das Haus wurde von den Erben des Erbauers von 1994 bis 1996 umfassend saniert. Dabei wurde das Glasdach über dem Hof angebracht und sein Zugang von der Petersstraße her wieder geöffnet, sodass prinzipiell ein überdachter passagenartiger Durchgang von der Petersstraße zum Peterskirchhof möglich wurde, den jedoch eine verschlossene Tür blockiert. Dadurch kann Stentzlers Hof allerdings nur bedingt den Leipziger Passagen zugerechnet werden. Stentzlers Hof wird für Gewerbe, Handel und Gastronomie genutzt.